# 吳子韶
吳子韶（1546年—？），字維成，江西南昌府南昌縣人，民籍，明朝政治人物、進士出身。

## 生平
隆慶元年（1567年）丁卯科江西鄉試第七十九名。萬曆五年（1577年）會試第二百六十五名，登進士第二甲第五十二名。官至刑部郎中。

## 家族
曾祖父吳允聚；祖父吳膾道；父親吳正舒。母朱氏。严侍下。兄吴子恭（贡士）。